# Hexatoma (Eriocera) carrerai
Hexatoma (Eriocera) carrerai is een tweevleugelige uit de familie steltmuggen (Limoniidae). De soort komt voor in het Neotropisch gebied.